# Черниговский областной филармонический центр фестивалей и концертных программ
Черни́говский областно́й филармони́ческий це́нтр фестива́лей и конце́ртных програ́мм (укр. Чернігівський обласний філармонійний центр фестивалів та концертних програм) — областная филармония в Чернигове (Украина). Целью создания центра является популяризация украинского и мирового музыкального искусства, пропаганда лучших произведений симфонического, хорового, инструментального, вокального, народного, духового и других музыкальных жанров, проведение широкой культурно-просветительской работы. Центр ежегодно организовывает фестивали, конкурсы и другие мероприятий.

## История

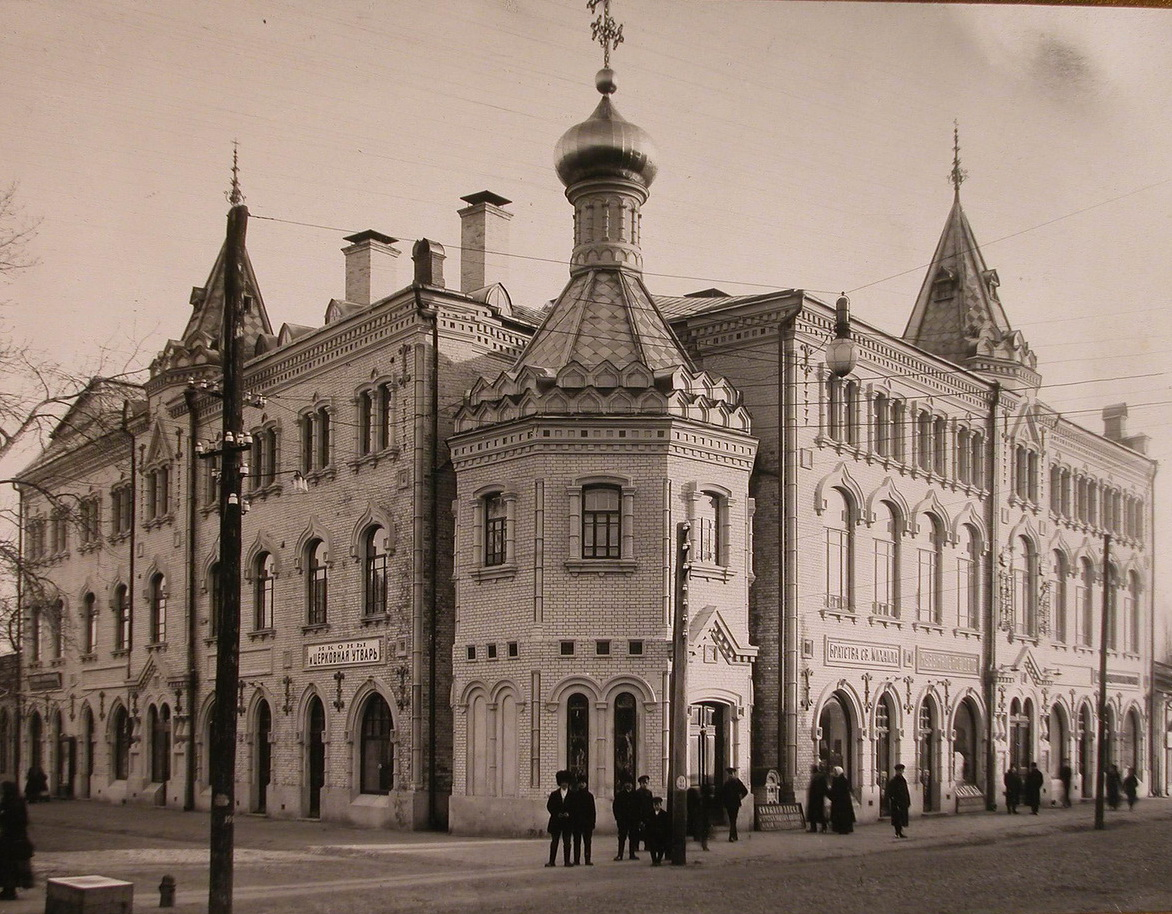
Здание филармонии до перестройки, 1941 год

Черниговская областная филармония была создана приказом № 1 от 22 мая 1944 года по филармонии в соответствии с приказом областного отделения по делам искусства. Штатный творческий состав в количестве 12 человек был разделён на концертные бригады. Первая состояла из пяти человек, вторая — из семи. Работа исполнялась штатным персоналом артистов творческого состава, а также силами внештатных сотрудников по трудовому договору и артистами по совместительству.
С начала своего существования филармония была расположена на территории бывшего Елецкого монастыря.
Стационарное помещение с залом на 612 мест филармония получила в 1964 году — это бывшее здание Николаевского епархиального братства. Оно было сооружено в 1911—1912 годах на углу перекрёстка улиц Шоссейная (сейчас проспект Мира) и Николаевской (сейчас Карла Либкнехта). В общий объём вошли возведённая в 1870 году капелла (часовня) в честь Александра Невского.
В конце 1919 — в начале 1920 года в здании располагались губполитотдел и военно-политические курсы для командиров Красной армии, затем клуб сотрудников образования. С 1932 года и до начала Великой Отечественной войны в здании находился Черниговский областной музыкально-драматический театр. Здание было сожжено в августе 1941 года во время германской бомбардировки. Восстановлено в послевоенные годы с надстройкой третьего этажа над бывшей капеллой. Пример архитектуры русского стиля.
В начале 1964 года в творческом составе филармонии работали такие коллективы:
1. Лекторская бригада
2. Эстрадная бригада
3. Бригада бандуристов
4. Артисты-кукловоды

В 1965 году был создан ансамбль цыган. В 1968 году — камерная бригада. В 1970—1971 годах от филармонии с гастролями по СССР работал ВИА «Десна» под руководством В. Котона. В 1973 году в филармонии создана детская группа «Весёлый час».
На протяжении всего времени существования филармонии структура творческого состава постоянно менялась, но неизменными оставались такие направления деятельности:
- Классическая музыка
- Фольклор
- Эстрадный жанр
- Лекторная робота
- Программы для детей

## Современные коллективы и исполнители
На сегодняшний день в филармонии работают:
1. Академический симфонический оркестр «Филармония»
2. Академический ансамбль песни и танца «Сиверские клейноды»
3. Академический камерный хор имени Д. Бортнянского
4. Духовой оркестр
5. Черниговский академичный народный хор
6. Капелла бандуристов имени О. Вересая
7. Коллективы концертных исполнителей

Среди 20 концертных исполнителей центра заслуженные артисты Украины Лариса Роговец, Николай Юськов, Владимир Гришин, Раиса Решетнюк, Геннадий Демьянчук.

## Реорганизация
В 2000 году областная филармония была реорганизована в областной филармонический центр фестивалей и концертных программ. Он был создан на основе решения Черниговского областного совета на 30-й сессии 23-о созыва от 26 октября 2000 года, распоряжением главы Черниговской областной государственной администрации от 15 ноября 2000 года № 691 и приказом управления культуры Черниговской областной государственной администрации от 28 ноября 2000 года № 82-к путём реорганизации и слияния:
- Государственного коммунального предприятия «Черниговская областная филармония»
- Государственного коммунального концертного предприятия «Камерный хор им. Бортнянского»
- Государственного коммунального концертного предприятия «Духовой оркестр»
- Коммунального концертного предприятия «Ансамбль народной музыки „Гармоника“»